# ベルヒル北野田
ベルヒル北野田（ベルヒルきたのだ）は、南海電鉄高野線北野田駅前にある超高層建築物、北野田駅前B地区第一種市街地再開発事業の総称。

## 概要
北野田駅前A地区第一種市街地再開発事業 (アミナス北野田) に西接して行われた面積約1.7ヘクタールの事業。地上8階地下1階の施設棟、地上9階地下1階の文化棟、地上32階塔屋2階地下1階の高層棟からなる。施設棟には主に商業施設や医療機関、文化棟には文化会館・文化ホール、高層棟には商業施設、マンションが配置されている。

### 東文化会館
- メインホール - 401席。別途：車いす用5席 ・親子室あり
- フラットホール - 椅子席150～180程度設置可能
- リハーサル室、ギャラリー、練習室、和室、工芸室、料理室、講座室、研修室、プレイルーム
- 開館時間 - 午前9時～午後10時
- 休館日 - 水曜日（祝日の場合は開館）、年末年始[1]。

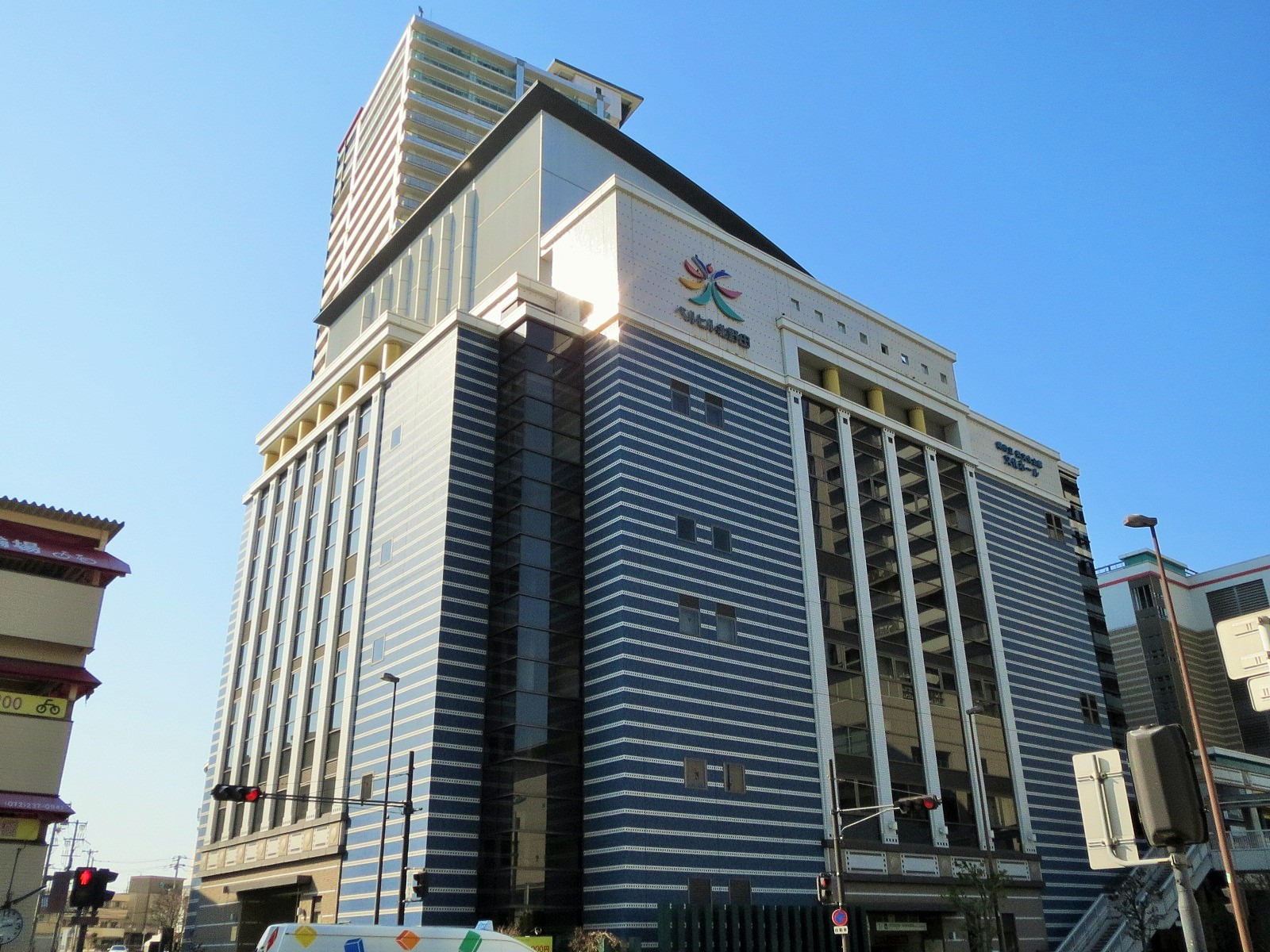
文化棟
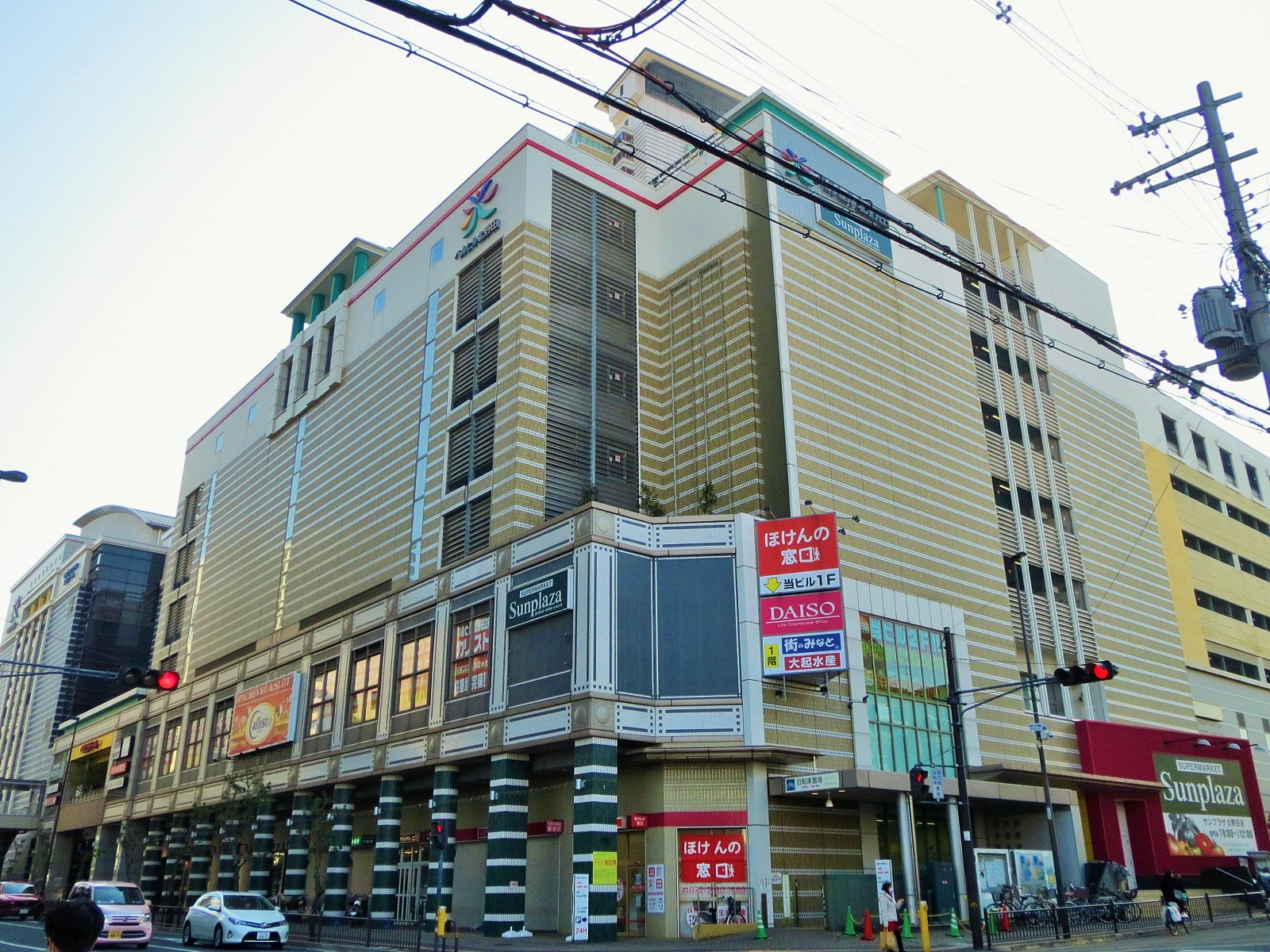
施設棟
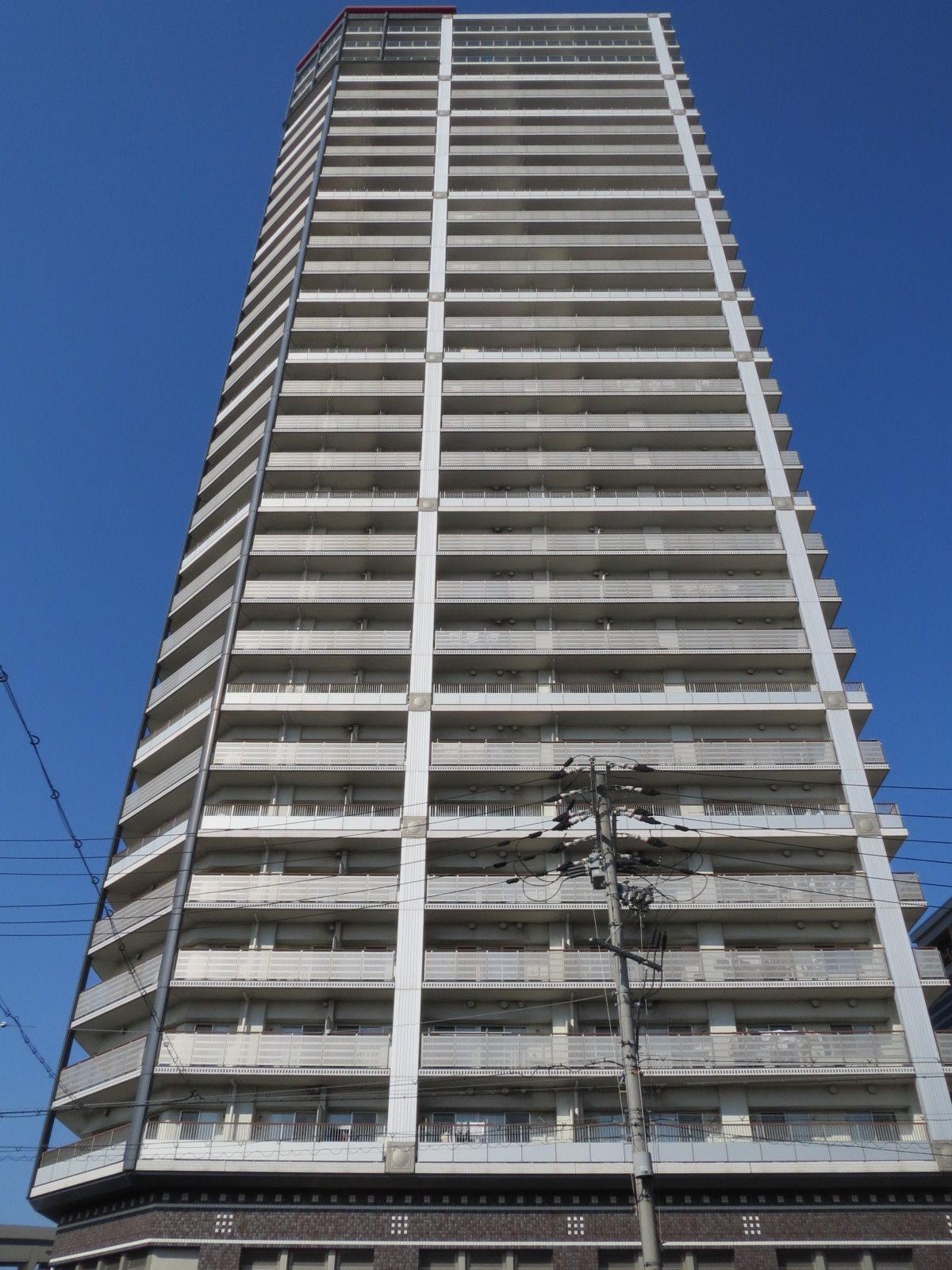
高層棟

## 歴史
かつて当該地区は無秩序に商店や金融機関が並び、道路の未整備等もあって高野線の急行停車駅でありながら沿線他駅に比べて商業的地位が低かった。そのため1981年 (昭和56年) に登美丘地域総合開発委員会を発足。Ａ地区や都市計画道路に続き、1991年 (平成3年) に準備組合を設立。2002年 (平成14年) に着工、2007年3月に竣工し、翌4月にオープンした。

## 建築諸元
- 構造・規模 - 鉄筋コンクリート造
- 階数 - 地上32階・地下1階
- 敷地面積　12,720m2
- 建築面積　9,542 m2
- 高さ - 100.5m
- 住宅184戸、駐車場512台

## 店舗
1階
- ほけんの窓口
- GEN鍼灸整骨院
- デラソウル靴商店・鍵商店
- カラオケラウンジ トロワ
- すなっく どりいむ
- 左海銘菓司 宝泉
- 麺屋 どとんこつ
- 信州そば処 そばしん
- カラオケスタジオ みき
- 前川花園
- 大起水産 街のみなと
- 朝日昆布店
- 小森クリーニング
- ヨシムラ薬店
- おしゃれ工房
- ベルコショップ
- 玄米つきたて工房
- キタイ化粧品店
- 美容室DearＫＣ
- ジュエルフジミ SOLEIL
- レディースファッション藤井
- 4s.フォアーズ
- 衣料・ファッションオギノ
- ベルヒル管理事務所
- ほぐし処 ゆもり
- シンスリー北野田
- POLA エステ・イン
- hair place apego
- 日能研
- サンプラザ
- 成協信用組合

2階
- カリスト
- ザ・ダイソー
- きたのだ整骨院
- そば処けん徳 北野田店
- やすらぎの村
- カフェテラス蘭館
- ehl:fa イルファ
- 買取大吉
- 高学館
- カーブス北野田店
- フレンチ工房 BODAI
- メディカルモール
- キタバ薬局
- くろだ眼科
- ともつ内科クリニック
- にしおか整形外科